# 模型航空機
模型航空機(英:Model aircraft)は航空機の模型（実機を縮小したスケールモデル）と、航空機型の飛行する模型（原型機があるとは限らない。スケールモデルでない）の総称である。模型航空機の、設計・製作・飛行など、関連する活動については「模型航空」を参照のこと。

## 概要
模型航空機はスケールモデルを中心とした展示用模型飛行機などの飛行しないものと、飛行するものに大きく分類される。飛行する模型の正式名称は模型航空機であるが、航空機の代表例の名称である模型飛行機を通称として代用される場合も多い。

### 国際競技用の模型航空機
競技用の模型航空機は、国際航空連盟 (FAI) のスポーティング・コードに定義され、世界各国がそれに従う。また、各国が独自の国内競技規格を制定するときも、上記を基準とする。
模型は実物よりも小型であり、重量、出力、揚力（翼面積）の比率が実物と大幅に異なるため、過去に飛行機として制定された競技規格において、飛行機の飛び方の定義を逸脱する機体が出現している。このような技術革新による当初の枠組みからの逸脱を容認できるように、FAIスポーティング・コードのなかで模型機を指す言葉は、「模型飛行機」などを使わず、「当該模型 (the model)」など曖昧な呼称を使っている。

### FAIによる定義と仕様
模型航空機の基準は、「人が乗れない物」とされているが、無人航空機のように、充分な出力と大きさを持ちながら人の乗れない飛行機もあり、それだけでは充分ではない。
FAIスポーティング・コードにおいては、セクション4C－模型航空機の総則において、模型航空機を以下のような主旨で定義している。
「模型航空機とは、限定された大きさの、人を乗せることの出来ない、競技、スポーツ、レクレーション目的であり、商用、公共事業用、科学・研究用、軍用などの目的の無人航空機（UAV）ではないものを言う。」
さらに、FAIの模型航空機の記録の申請は、次項の仕様の模型航空機とする。
- 最大飛行重量（燃料を含む） - 25kg
- 最大翼面積 - 500平方dm
- 最大翼面荷重 - 250g/平方dm
- ピストンエンジンの最大排気容積 - 250立方cm
- 電動モーターに対する最大無負荷電圧 - 72ボルト
- タービンエンジンの最大推力 - 25kg（250ニュートン）

2011年6月1日の改訂では日本模型航空連盟は「模型飛行士登録適用一般機体仕様限界」はこのように規定している。
- 最大重量（飛行時燃料を含まず） - 15kg
- 最大翼総面積（主翼・水平尾翼合計面積） - 250 dm2
- 最大回転翼面積（最大ローター排気面積） - 250 dm2
- 最大翼面荷重  - 200 g/dm2
- 最大ピストンエンジン合計排気量 125cc
- 最大タービンエンジン合計推力 - 15kg
- 最大無負荷動力電圧 - 51V
- 最大パルスジェットエンジン排気口径 - 40mm  (パルスジェットエンジンの使用はコントロールラインのみ可能)
- マルチ・ローターヘリ、自立航行式フライング・ロボット、トイプレーン、超大型機、パチンコ式ヒコーキは対象外[3]

「模型」航空機の定義については、このように不明確な点があり、競技の場合、法的な場合、損害保険付保の場合など、状況において個々に判断せざるを得ない。

### 航空法
マルチコプター等を含む無人航空機に対する規制を適用する改正航空法が2015年9月4日に可決成立、同年12月10日に施行された。改正航空法では「無人航空機」の定義として、「飛行機、回転翼航空機、滑空機、飛行船であって構造上人が乗ることができないもののうち、遠隔操作又は自動操縦により飛行させることができるもの（200ｇ未満の重量（機体本体の重量とバッテリーの重量の合計）のものを除く）」としている。
そのため、ほとんどの屋外飛行可能な模型航空機は無人航空機として、例えば人口密集地域での飛行が国の許可制となるなど、新たな規制が課される事になった。なお、総重量200グラム未満等であるものだけが航空法上も「模型航空機」として扱われる。
後述の#法規制も参照。

## 飛行する模型航空機
飛行模型は、軽量で、飛行荷重に耐えられる強度を必要とし、そのために使用材料や構造が制約される。展示模型はその制約が無く、外形を忠実に再現するために最適の材料や構造を自由に選択できる。従って、両模型の材料と構造は大きく相違する。
飛行模型については、軽量木材であるバルサ材のほか、キリ、ヒノキ、スプルース、竹、合板などが、強度と重量を考えて使い分けられている。最近は、樹脂材が、そのまま、あるいは発泡材、繊維強化プラスチック (FRP)などの形で使われることが多くなった。
構造としては、軽量で丈夫にするために、一般に、細い骨組みと枠を組み合わせた中空の、実機と類似したものが使われる。非常に小さい簡単な機体では、軽量木材や発泡プラスティックを使った中実（ムク）構造もある。
機体の表面は、紙（和紙）、絹、バルサ薄板などが張られ、ラッカーやドープなどで塗装される。最近は上記に代えて、プラスティックのフィルムを貼ることが多くなった。
実機をそのまま縮小したスケールモデルでは(レイノルズ数やマッハ数が異なるため)模型飛行機の理想的形状と乖離してしまうので、少々手が加えられている。効率を犠牲にしてもディテールに力を入れることもある(なお、忠実に再現するとかえって実機の時とは異なった印象を与えてしまうこともあり、一般にデフォルメが加えられている)。

### 機種の区分
飛行するための模型航空機は、操縦型と非操縦型に大別される。
非操縦型は、地上・飛行者と物理的に関係の無い状態で飛行するものであり、この飛行状態をフリーフライトと呼ぶ。
操縦型には、索を経由して機械的に操舵を行うコントロール・ラインと、電磁波を使って操舵を行うラジオ・コントロールがある
上記のそれぞれが、グライダー、ヘリコプター、オートジャイロ、オーニソプターなどの各種航空機の形式に分けられ、さらに、数多くの競技級に分割される。

### 動力
模型航空機では、ゴム、電気モーター、小型のピストンエンジンが多く使用されるが、ロケットや小型のタービンやパルスジェットや圧縮ガスエンジンもある。

#### 草創期
アルフォンス・ペノーらが活動した19世紀には動力にはゴムが使用されていた。他に容易に入手できる軽量で強力な動力源が無かった事もあり、長い間使用された。2000年代の競技用模型では15分から1時間近く飛行する物もある。
ゴム動力と同じくらいかより古い形式に蒸気機関があり、航空史の初期に用いられていた。1848年、英国のジョン・ストリングフェローが蒸気動力の模型飛行機を飛行させた。ハイラム・マキシムは後に飛行機が蒸気エンジンにより人を空中に飛ばせる事を示した。サミュエル・ラングレーは内燃式の模型飛行機を造り、長時間の飛行を行った。
1807年、1819年、1850年にジョージ・ケイリーは火薬を燃料とするオーニソプター（羽ばたき式飛行機）模型飛行機を造った。彼は火薬を燃料として使用する事は、有人飛行には危険であると結論づけた。

#### 内燃機関

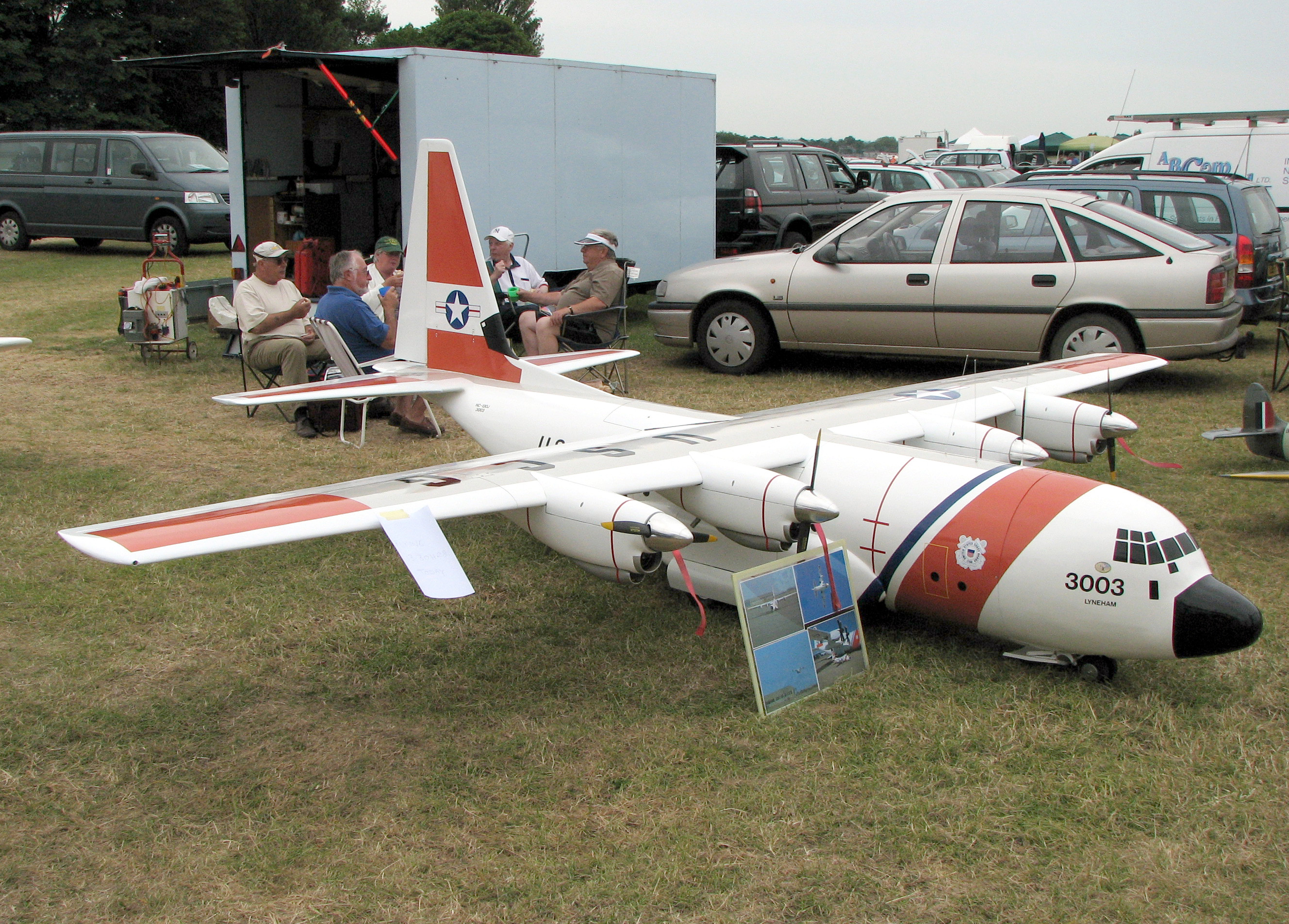
米国コーストガード C-130Jの大型模型。縮尺1/7、両翼5.6m。42ccのガソリンエンジン4基を搭載。
後ろには操縦や維持管理を行う"乗員"たち。
英国グロスターシャー州ケンブル飛行場にて。

より大きく、重たい模型には内燃機関の一種であるグローエンジンが使用される。グローエンジンは自動二輪に使用される小型のガソリンエンジンに似ているが、異なる物である。単純で廉価なグローエンジンは2ストロークで燃料着火にグロープラグを使用する。燃料にはメタノールとニトロメタンの混合燃料にオイルを混ぜた物を使用する。始動時には外部から点火栓に通電する。回転数が一定になったら通電を止める。ガソリンエンジンに必要とされるマグネトは必要ない。4ストロークエンジンも同様である。模型用エンジンの排気量は最小の排気量である0.01立方インチから1立方インチ以上まである。
単純な模型飛行機用のエンジンはグロウプラグを使用しないディーゼル式の物もある。模型用ディーゼルエンジンは予混合気可変圧縮比エンジンである。2ストローク機関が主流で、排気量0.1cc程度の超小型のものからある。燃料は灯油・GTL灯油・流動パラフィンが主成分で4〜5割ほど、燃料を気化させるためジエチルエーテルを3割ほど、それに潤滑油としてひまし油が2〜3割ほど、燃焼促進用の添加剤として硝酸エチル・亜硝酸アミル・硝酸イソプロピルを混入したものが用いられる。模型用グローエンジンと違いグロープラグが要らず小型化が可能、圧縮比の高さで効率が高い、トルクがあるなどの利点があり、ヨーロッパでは人気がある。

#### ジェットエンジンとロケットエンジン

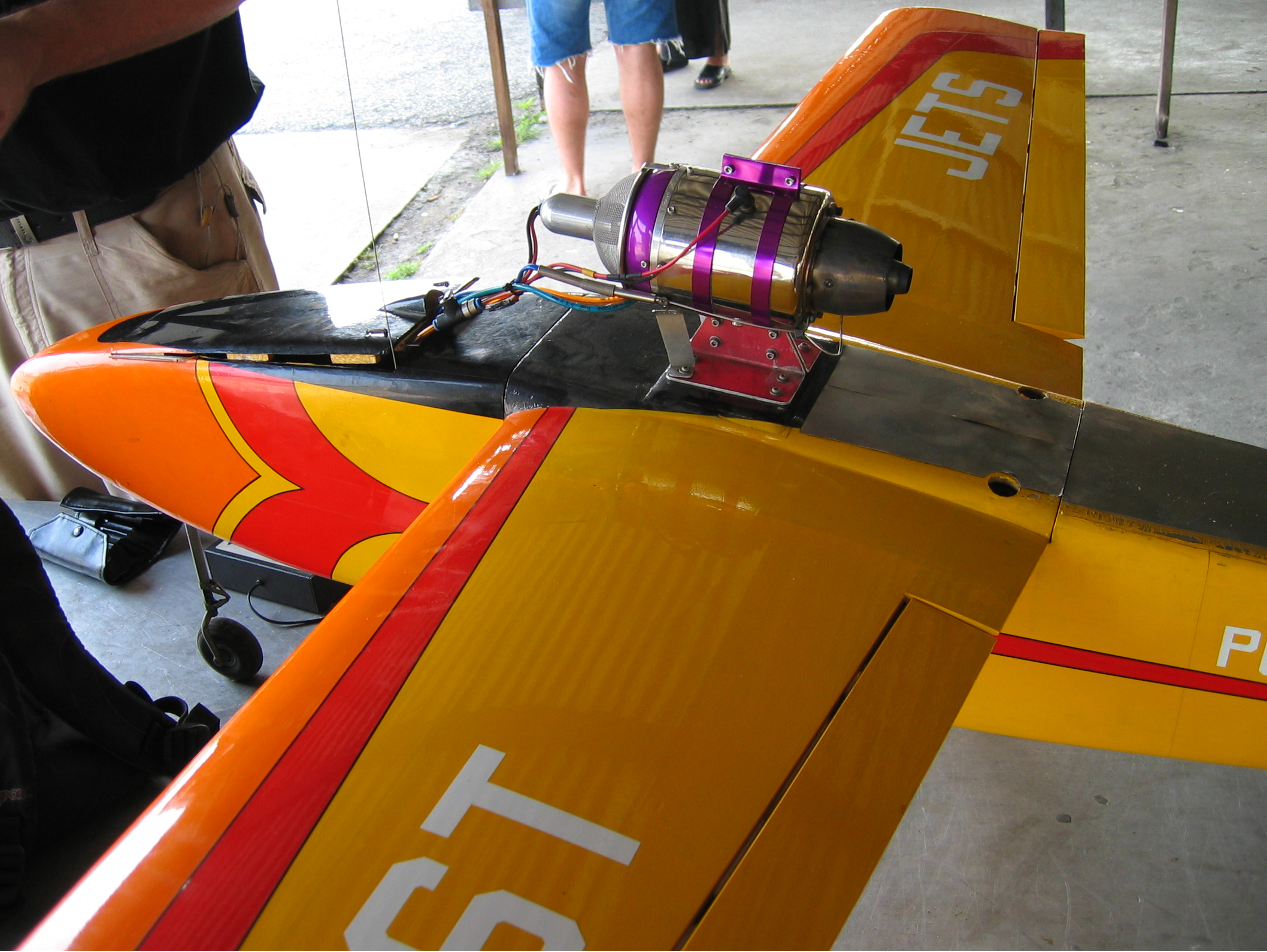
ミニチュアのジェットエンジン

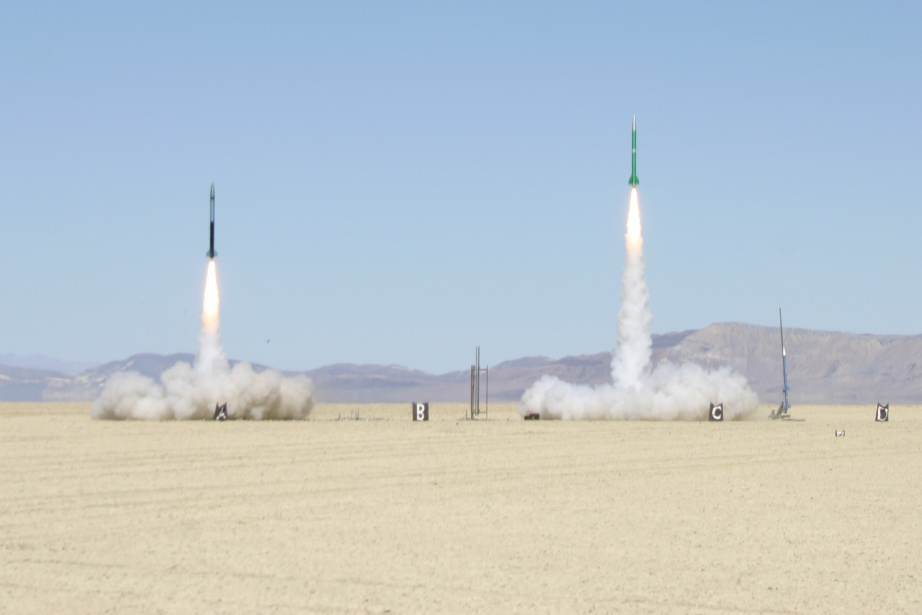
アメリカでのロケットの打ち上げ

近年、愛好家の間では模型用のジェットエンジンが普及しつつある。模型用ターボジェットエンジンは実物のターボジェットエンジンを単純化、小型化したものではなく、模型用に開発された物である。最初に模型用に開発されたタービンは1980年代に英国のGerald Jackmanによって開発された。愛好家によりGTBA（ガスタービン製造者協会）が組織されている。
パルスジェットエンジンは第2次世界大戦においてV-1飛行爆弾によって使用された。グローエンジンより小型だったがうるさいので普及しなかった。"Dynajet"社の物が多く使用された。
ロケットエンジンは1950年代に滑空機の加速に用いられた。JETEXとして知られる形式が一般的である。モデルロケットエンジンは単段式で10秒くらいの燃焼時間である。A,B,C等のカテゴリーに分類される。

#### 電動
電動機は蓄電池から供給される電気でモーターを回転させる。初期の電動模型は直流モーターとニッケル・カドミウム蓄電池を使用していた。後により高効率なブラシレスモータを使用した物が普及した。蓄電池もニッケル・水素蓄電池や近年ではより高容量のリチウムイオンポリマー二次電池が使用されつつある。それにより飛行時間は大幅に増え、飛行性能もグローエンジンと遜色ないものになりつつある。更に、先進的な無線操縦愛好家により太陽電池を用いる物も開発され、2005年にはカリフォルニア州で48時間16分の記録が樹立された。

#### 二酸化炭素
二酸化炭素を動力とする物もある。大口径でピッチの大きなプロペラを回転させる。ユニフロー式のエンジンで今日ではGasparinとModella社から供給されている。内燃機関（エンジン）や電池は作動するにつれて熱くなるのに対して、ゴム動力と同様作動するにつれて冷たくなってゆく動力として知られる。これは熱力学的に考えると、はじめに負のエントロピーを蓄積していて、作動するにつれて周囲から熱を吸収してゆくことを意味する。

### 推進器の種類
大半の模型飛行機ではプロペラの回転によって推進力を得る。

#### ダクテッドファン
ダクテッドファンは筒状のダクト内にプロペラとモーター或いはエンジンを設置する事によりジェットエンジンよりも安い費用でジェット機を再現する物である。

#### ジェットエンジン
実際の航空機と同様にジェットエンジンの噴射により推進する（ピュアジェット）。超小型のため圧縮機は遠心式となっている。またパルスジェットエンジンも存在するが数は非常に少ない。

#### ロケットエンジン
模型ロケットエンジンには黒色火薬や実機と同じコンポジット推進薬を噴射して推進するモデルロケットがある。

#### オーニソプター
羽ばたき機（オーニソプター）はプロペラを持たない。鳥の様に翼を羽ばたく事により浮揚力と推進力を得る。

## 法規制
日本国内では、航空法等の法令に基づき、次の規制がある。
- 航空法の「無人航空機」に該当する模型航空機については、ドローン等の規制強化に伴って飛行空域や飛行方法に種々の規制が掛かり、予め事前に国土交通大臣への申請および許可・承認が必要となった。

- 航空法の「無人航空機」に該当しない模型航空機を飛行させる空域によっては、飛行させる事が禁止される場合、または飛行させる場合に事前に国土交通大臣への届出が必要な場合がある。

- 重要施設の周辺地域の上空における小型無人機等の飛行の禁止に関する法律（ドローン規制法）により、国の重要施設等と周辺の上空では飛行を禁止される場合がある。

なお、第二次世界大戦直後の日本では連合国軍最高司令官総司令部の指令により、飛行機の研究等が個人レベルまで差し止められた。この一環で模型飛行機の製作も禁止された期間がある。

## 参考
- 三苫正雄 模型工作　航空機の発明　　学習杜 1941
- 根岸英雄 模型飛行機教室　　昭晃堂 1942
- 山崎好雄 模型飛行機の理論と実際　　平凡杜 1942
- 中正夫 模型航空機　埋論と工作　　三省堂 1943
- 原愛次郎　浅海一男 模型航空機の設計　　成徳書院 1943
- 渡辺敏久 最新模型飛行機の事典　　岩崎書店 1955
- 一条卓也 模型飛行機とグライダーの工作　　誠文堂新光杜 1962
- 木村秀政・森照茂 模型確行機(理論と実際)　　電波実験杜 1972
- 森照茂 模型飛行機の本　　電波実験杜 1974
- 摺木好作 模型飛行機(カラーブックス438)　　保育社 1978
- 山森喜進 よく飛ぶ模型飛行機　誠文堂薪光杜 1978
- 萱場達郎 やさしい模塑飛行機ガイド(子供の科学別冊）　誠文堂新光社 1980
- 東昭 模型航空機と凧の科学 電波実験社 1992
- やまもりよしのぶ　よく飛ぶパルプレーン（子供の科学別冊)　滅文堂薪光社　1974
- 二宮康明　よく飛ぶ紙飛行機集1(子供の科学別冊)　誠文堂新光社　1974
- 野中繁吉　ライトブレーンを飛ばそう　　日本放送出版協会　1976
- 模型飛行機の作り方(ポピュラサイエンス)　ワールドサイエンス　1956
- 模型飛行機の作り方(ポピュラサイエンス臨増)　イヴニングスター社　1952
- ポピュラサイエンス別冊　模型と上作　ワールドサイエンス　1955
- 模型飛行機の工作教室　ポビュラサイエンス　1956
- 模型飛行機工作ハンドブック(模型と工作増刊)　技衛出版社　1967
- 日本模型飛行機競技連盟　日本模型飛行機公式競技規定　1954
- 木村秀政　航空学辞典　地人書館　1968
- 文部省　学術用語集航空工学編　日本航空宇宙学会　1973
- 理科年表　丸善　1974

- Williams,Guy R.The World of Modei Aircraft,G.P.Putnum’s Sons New York,1973
- Warring,R.H.,Basic Aeromodelling,Model&Allied Publications,1976
- Smeed,Vic, The Encyclopedia of Modelaircraft,Octopus Books Limited,1979
- --, Plans Handbook. Model Aeronautical Press Ltd

- Zaic,Frank, Model Aeronautic Year Book 1934, Junior Aeronautical Supplies
- Zaic,Frank, Model Aeronautic Year Book 1935-36, Model Aeronautics Publications
- Zaic,Frank, Model Aeronautic Year Book 1937, Model Aeronautics Publications
- Zaic,Frank, Model Aeronautic Year Book 1938, Model Aeronautics Publications
- Zaic,Frank, Model Aeronautic Year Book 1951-52, Model Aeronautics Publications
- Zaic,Frank, Model Aeronautic Year Book 1953, Model Aeronautics Publications
- Zaic,Frank, Model Aeronautic Year Book 1955-56, Model Aeronautics Publications
- Zaic,Frank, Model Aeronautic Year Book 1957-58, Model Aeronautics Publications
- Zaic,Frank, Model Aeronautic Year Book 1959-61, Model Aeronautics Publications
- Zaic,Frank, Model Aeronautic Year Book 1964-65, Model Aeronautics Publications
- --, Aeromodeller Annual 1970-71, Model&Allied Publications Ltd
- --, Aeromodeller Annual 1971-72, Model&Allied Publications Ltd
- --, Aeromodeller Annual 1972-73, Model&Allied Publications Ltd
- --, Aeromodeller Annual 1973-74, Model&Allied Publications Ltd
- --, Aeromodeller Annual 1974-75, Model&Allied Publications Ltd
- McEntee,Howard G, The Model Aircraft Handbook, Robert Hale,London, 1975
- FAI, Sporting Code Section 4a,4b, 1975
- Hartill,William R., World Free Flight Review, World Free Flight Press, 1989

- The Great International Paper Airplane Book, by Jerry Mander, George Dippel and Howard Gossage, Simon and Schuster, New York, 1967
- Model Aircraft Aerodynamics, by Martin Simons, Argus, Watford, Herts, England, 1978
- How to Design and Build Flying Model Airplanes, by Keith Laumer, Harper, New York, 1960
- The Middle Ages of the Internal-Combustion Engine, by Horst O. Hardenberg, SAE, 1999